# Система розробки короткими стовпами
Систе́ма розро́бки коро́ткими стовпа́ми (рос. короткими столбами, нім. Kurzpfeiler(ab)bau m, Abbau m mit kurzen Pfeilern) — система підземної (шахтної) розробки родовища корисної копалини — поділ довгого стовпа печами і прорубами на короткі стовпи, що мають прямокутну або квадратну форму. 
Розмір сторін 10…30 м. 
Печі і проруби проводять з таким розрахунком, щоб новий стовп був нарізний на момент закінчення очисних робіт у попередньому.